# Porthesaroa xanthoselas
Porthesaroa xanthoselas är en fjärilsart som beskrevs av Collenette 1959. Porthesaroa xanthoselas ingår i släktet Porthesaroa och familjen tofsspinnare. Inga underarter finns listade i Catalogue of Life.